# El Madher
El Madher è un comune dell'Algeria, situato nella provincia di Batna.